# Alexander Trowbridge
Alexander Buel Trowbridge, född 12 december 1929 i Englewood, New Jersey, död 27 april 2006 i Washington, D.C., var en amerikansk affärsman och politiker. Han tjänstgjorde som USA:s handelsminister 1967-1968.
Trowbridge tjänstgjorde i USA:s marinkår i Koreakriget. Han arbetade sedan inom oljeindustrin. Han arbetade för Esso Standard Oil på Kuba och flyttade 1961 till Puerto Rico. Han var biträdande handelsminister 1965-1967. Han efterträdde 1967 John T. Connor som handelsminister. Han avgick följande år och efterträddes av C.R. Smith.
Trowbridge var presbyterian. Hans grav finns på Arlingtonkyrkogården.